# 菲拉德尔菲亚 (巴伊亚)
菲拉德尔菲亚（葡萄牙語：Filadélfia）是巴西東北部巴伊亚州的一个市镇。总面积564.017平方公里，总人口16231人，人口密度28.8人/平方公里。